# Бордер-Лурон
Борде́р-Луро́н (фр. Bordères-Louron, окс. Bordèras de Loron) — коммуна во Франции, находится в регионе Юг — Пиренеи. Департамент — Верхние Пиренеи. Административный центр кантона Бордер-Лурон. Округ коммуны — Баньер-де-Бигор.
Код INSEE коммуны — 65099.

## География
Коммуна расположена приблизительно в 690 км к югу от Парижа, в 120 км юго-западнее Тулузы, в 50 км к юго-востоку от Тарба.
По территории коммуны протекает река Нест-дю-Лурон. Большую часть территории коммуны занимают леса.

## Климат
Климат умеренно-океанический с солнечной тёплой погодой и обильными осадками на протяжении практически всего года.

## Население
Население коммуны на 2010 год составляло 158 человек.
| 1962 | 1968 | 1975 | 1982 | 1990 | 1999 | 2010 |
| ---- | ---- | ---- | ---- | ---- | ---- | ---- |
| 131  | 145  | 132  | 132  | 115  | 148  | 158  |

## Администрация
| Период | Период | Фамилия       | Партия | Примечания |
| ------ | ------ | ------------- | ------ | ---------- |
| 1995   | 2004   | Шарль Жирарди |        |            |
| 2004   | 2008   | Марк Фанес    |        |            |
| 2008   | 2020   | Ален Марсаль  |        |            |

## Экономика
В 2010 году среди 97 человек трудоспособного возраста (15-64 лет) 78 были экономически активными, 19 — неактивными (показатель активности — 80,4 %, в 1999 году было 83,5 %). Из 78 активных жителей работали 73 человека (38 мужчин и 35 женщин), безработных было 5 (2 мужчин и 3 женщины). Среди 19 неактивных 3 человека были учениками или студентами, 8 — пенсионерами, 8 были неактивными по другим причинам.

## Достопримечательности
- Церковь Св. Гермерия (XII век). Исторический памятник с 1989 года[4]
- Церковь Успения Божьей Матери (XIX век)[5]
- Руины замка (XIII век)[6]

## Фотогалерея

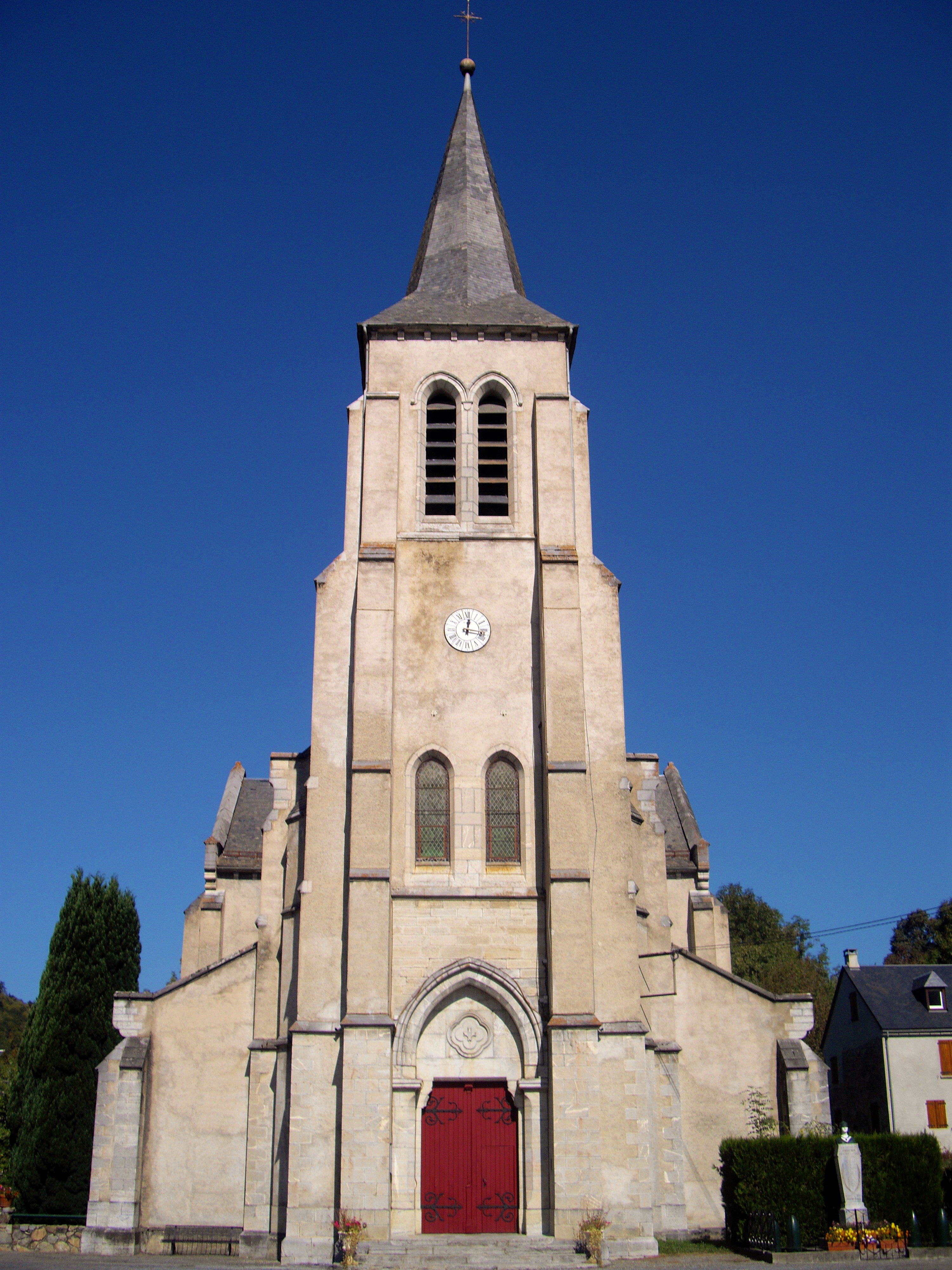
Церковь Успения Божьей Матери
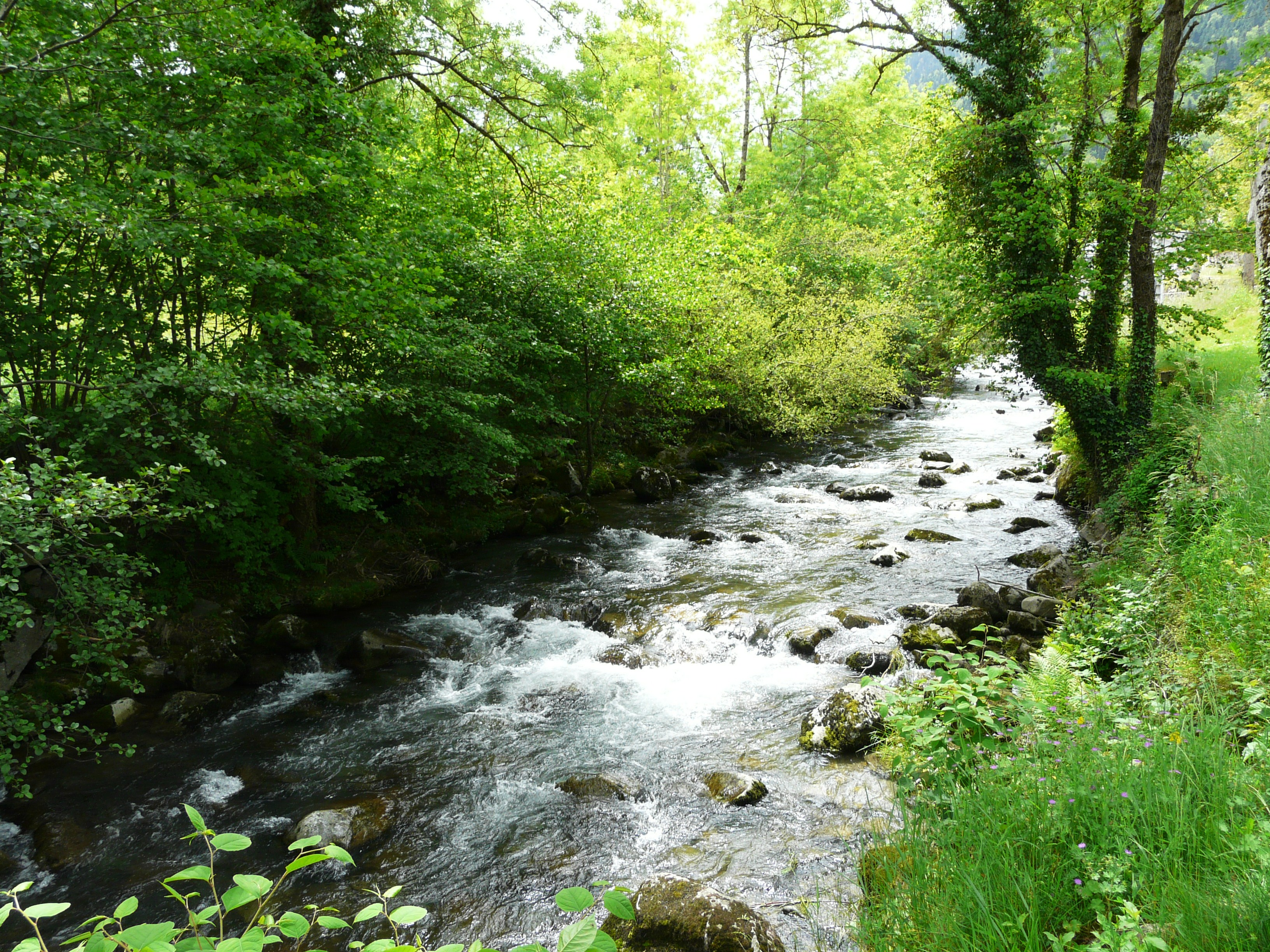
Река Нест-дю-Лурон
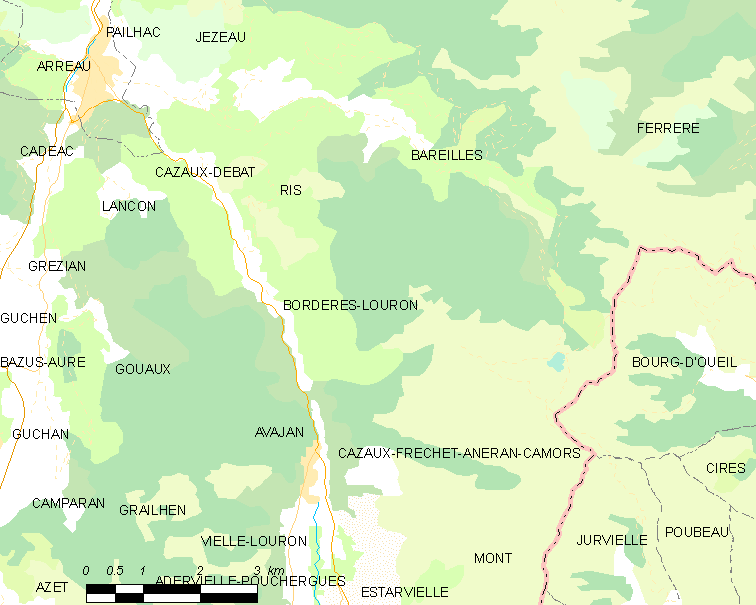
Карта коммуны